# Circuit integrat hibrid

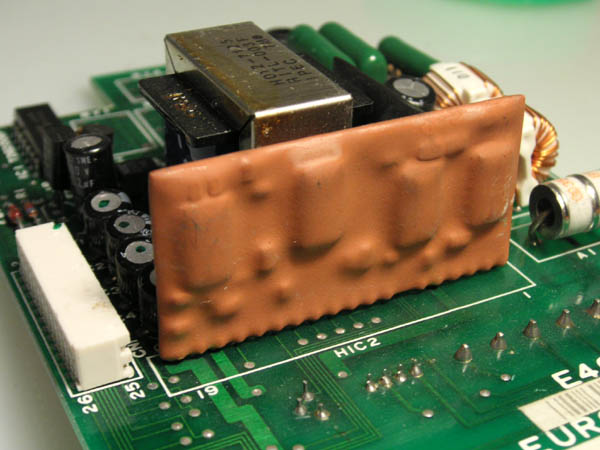
Un circuit hibrid încapsulat în răşină (culoare portocalie) pe un placă de circuit imprimat.

Un circuit integrat hibrid (CIH), microcircuit hibrid, circuit hibrid sau pur și simplu hibrid este un circuit electronic construit din dispozitive individuale, cum ar fi dispozitive semiconductoare (de exemplu, tranzistori, diode sau CI monolitice) și componente pasive (de ex. rezistența, inductor, transformator și condensator), legate la un substrat sau la placă de circuit imprimat (PCB).  
Un circuit care are componente pe o placă de cablaj imprimat (PCB) nu este considerat un circuit hibrid adevărat conform definiției MIL-PRF-38534.

## Introducere
„Circuitele integrate” (CI), așa cum termenul este utilizat în prezent, se referă la un CI monolitic care diferă în mod semnificativ de un CIH prin faptul că un CIH este fabricat prin interconectarea unui număr de componente pe un substrat, în timp ce componentele (monolitice) ale unui CI sunt fabricat într-o serie de etape în întregime pe o singură plachetă de siliciu care este apoi tăiată în bucăți.
Unele circuite hibride pot conține și circuite integrate monolitice, în special circuitele hibride de tip MCM (Multi-Chip Module).

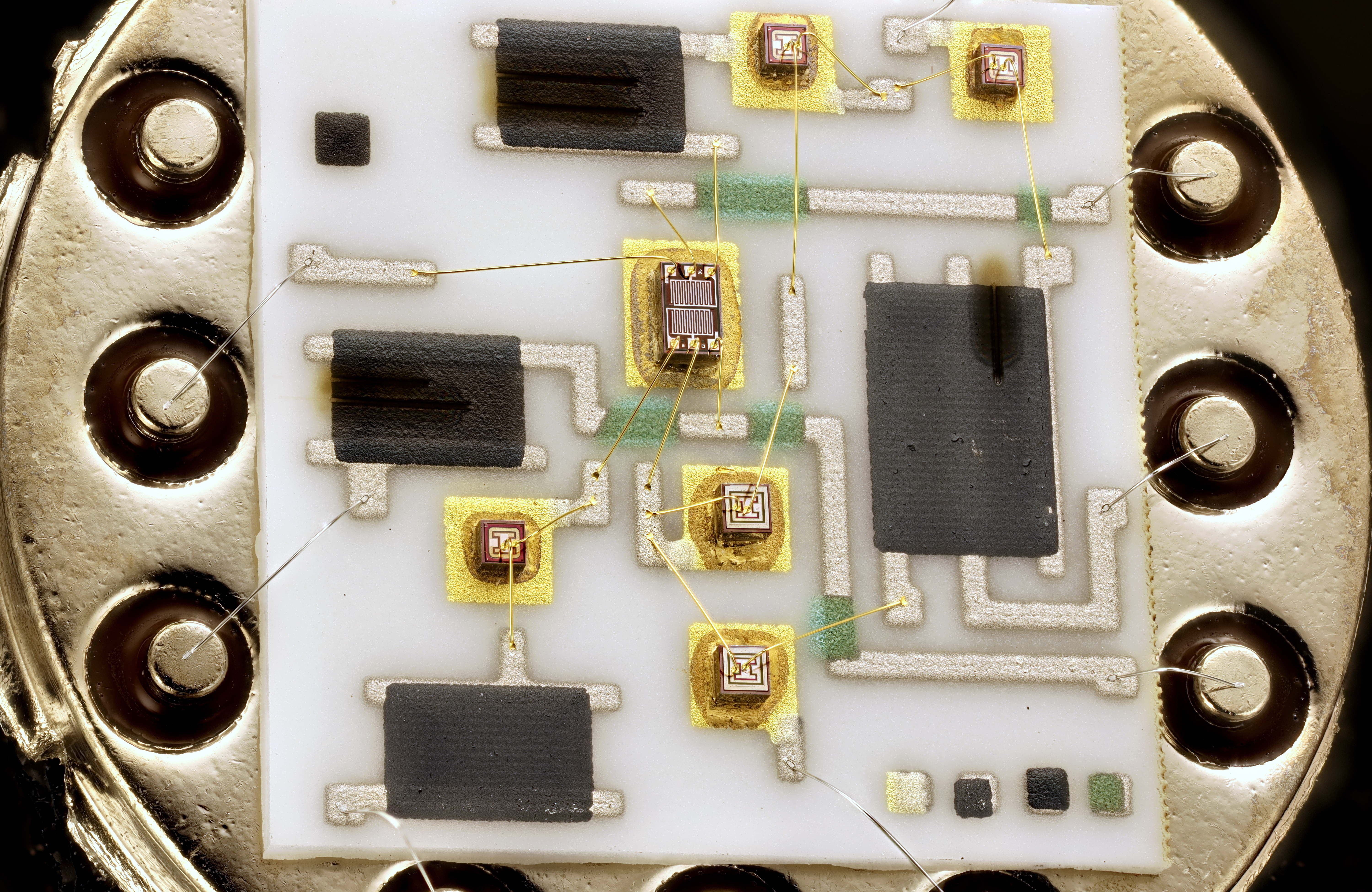
Un amplificator operațional hibrid pe un substrat ceramic cu rezistențe de film groase tăiate cu laser

Circuitele hibride pot fi încapsulate în materiale epoxidice, așa cum se arată în fotografia anexată, sau pentru aplicații militare și spațiale, sunt montate in cutii metalice cu capac. Un circuit hibrid servește ca o componentă pe un PCB în același mod ca un circuit integrat monolitic; diferența dintre cele două tipuri de dispozitive constă în modul în care sunt construite și fabricate. Avantajul circuitelor hibride este că pot fi utilizate componente care nu pot fi incluse într-un circuit integrat monolitic, de exemplu, condensatoare de valoare mare, componente bobinate, cristale, inductori. 
În aplicațiile militare și spațiale, numeroase circuite integrate, tranzistoare și diode, sub forma lor de cristal tăiat din placheta de siliciu, fără a fi încapsulate, sunt amplasate fie pe un substrat ceramic, fie pe un substrat de beriliu. Pentru interconectarea la suportul circuitului integrat, tranzistorului sau diodei.se folosesc fie fire de aur, fie de aluminiu.
Tehnologia cu peliculă groasă (Tehnologia filmului gros) este adesea folosită ca mediu de interconectare pentru circuitele integrate hibride. Utilizarea interconexiunii cu peliculă groasă serigrafiată oferă avantaje de versatilitate față de pelicula subțire, deși ca dimensiuni și caracteristici pot fi mai mari și rezistențele depuse mai largi ca toleranță. Filmul gros cu mai multe straturi este o tehnică pentru îmbunătățirea ulterioară a integrării folosind un dielectric izolator imprimat serigrafic, pentru a se asigura că conexiunile între straturi sunt realizate numai acolo unde este necesar. Un avantaj cheie pentru proiectantul de circuite este libertatea completă în alegerea valorii rezistenței în tehnologia filmului gros. Rezistoarele plane sunt de asemenea serigrafiate și incluse în designul de interconexiune cu peliculă groasă. Compoziția și dimensiunile rezistențelor pot fi selectate pentru a furniza valorile dorite. Valoarea finală a rezistorului este determinată de proiectare și poate fi ajustată prin tăiere cu laser. Odată ce circuitul hibrid este complet populat cu componente, reglarea fină înainte de testul final poate fi realizată prin tăierea activă cu laser.

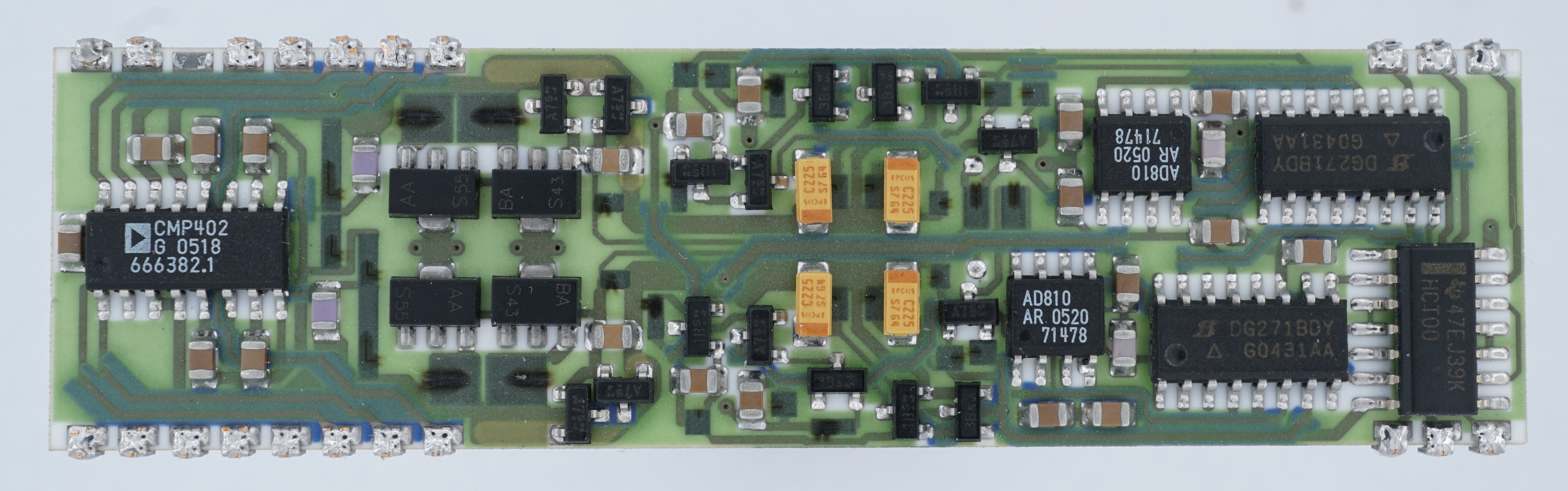
Un PCB hibrid pe un substrat ceramic cu componente de film groase tăiate cu laser

Unele tehnologii moderne de circuite hibride, cum ar fi hibrizii cu substrat LTCC (abreviere din limba engleză - Low Temperature Co-fired Ceramic - ceramica co-arsă la temperatură joasă), permit încorporarea componentelor în straturile unui substrat cu mai multe straturi în plus față de componentele plasate pe suprafața substratului. Această tehnologie produce un circuit care este, într-o anumită măsură, tridimensional.

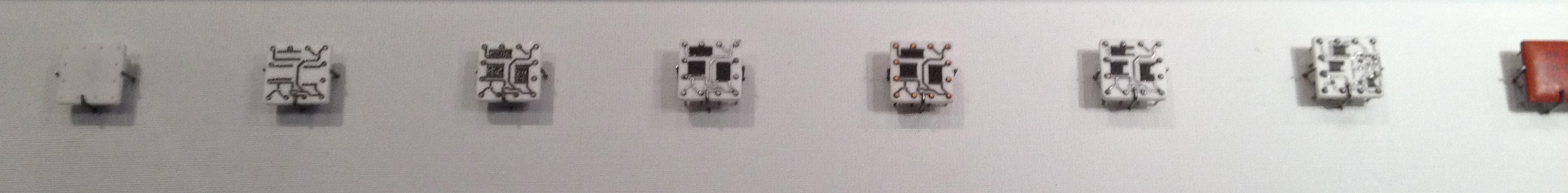
Etape în fabricarea plăcilor hibride Solid Logic Technology utilizate în IBM System/360 și în alte computere IBM de la mijlocul anilor 1960. Procesul începe cu un wafer de ceramică gol de aprox. 12mm x 12mm.Mai întâi sunt fixate circuitele, urmate de depunerea de material rezistiv. Circuitele sunt ulterior metalizate și rezistențele tăiate la valoarea dorită. Apoi se adaugă tranzistori și diode discrete și pachetul este încapsulat. Exponat de la Muzeul de Istorie a Calculatoarelor.

## Alte tipuri de "hibrizi electronici"
În circuitele de telefonie fixă, modulele separate care conțineau transformatoare și rezistențe erau numite hibrizi sau bobine hibride; acestea au fost înlocuite ulterior cu dispozitive bazate pe circuit integrate si componente semiconductoare.
În primele zile ale introducerii radiourilor cu tranzistoare termenul „circuit hibrid” a fost folosit pentru a descrie circuite atât cu tranzistoare, cât și cu tuburi; de exemplu, un amplificator audio cu tranzistori care erau utilizați pentru amplificarea tensiunii, urmat de un etaj final de putere  cu tuburi electronice, deoarece tranzistoarele de putere adecvate nu erau încă disponibile. Aceast mod de utilizare și dispozitivele respective sunt învechite, totuși amplificatoarele care utilizează un etaj de preamplificator cu tub cuplat cu un etaj de ieșire cu semiconductori sunt încă în producție și sunt numite în acest sens amplificatoare hibride.